# بيل هوبز (لاعب كرة قاعدة)
بيل هوبز (بالإنجليزية: Bill Hobbs)‏ هو لاعب كرة قاعدة أمريكي، ولد في 7 مايو 1893، وتوفي في 5 يناير 1945 في هاملتن في الولايات المتحدة.

## وصلات خارجية
- بيل هوبز على موقعبيزبول رفرنس.كوم (الدوري الرئيسي) (الإنجليزية)
- بيل هوبز على موقعبيزبول رفرنس.كوم (الدوري الثانوي) (الإنجليزية)